# Antoine de Rivarol
Antoine de Rivarol (26 de junho de 1753, Bagnols-sur-Cèze, Gard – 11 de abril de 1801, Berlim) foi um escritor e polemista francês.
No Brasil, a obra de Rivarol foi acolhida pelo simbolista Tristão da Cunha. Em seu livro Coisas do Tempo, 1922, a ele dedica justamente o ensaio de abertura, intitulado No jardim de Rivarol.
```
CUNHA, Tristão da. Obras de Tristão da Cunha. Rio de Janeiro, Livraria Agir Editora; Brasília: INL, 1979, p.
 
28-56.
```